# 長崎本線
長崎本線（ながさきほんせん）は、佐賀県鳥栖市の鳥栖駅から長崎県長崎市の長崎駅までを結ぶ九州旅客鉄道（JR九州）の鉄道路線（幹線）である。このほかに喜々津駅 - 長与駅 - 浦上駅間の別線を持つ。

## 概要
鹿児島本線の鳥栖駅から分岐し、佐賀市の佐賀駅を経て長崎市の長崎駅まで延びる路線である。途中の江北駅（旧・肥前山口駅）から佐世保線を経由して西九州新幹線との接続駅である武雄温泉駅や、佐世保駅・ハウステンボス駅方面に向かう「リレーかもめ」「みどり」「ハウステンボス」など、福岡市の博多駅から佐賀県内各地や佐世保線から武雄温泉・佐世保方面を結ぶ特急列車が多数運転されている特急街道であり、2022年の西九州新幹線開業前の全国のJR在来線特急利用者数ランキングでは、上位4位に入っていた。
鳥栖駅 - 江北駅間は複線区間である。途中佐賀駅 - 久保田駅間では唐津線の普通列車も走行する（唐津線は久保田駅で分岐するが、全列車が佐賀駅を発着する）。また、江北駅では佐世保線が分岐する。佐賀駅付近は高架となっている。当区間は佐賀平野を通過する。この区間は線形が良く、特急列車は最高速度130 km/h、普通列車817系でも120 km/hで走行する。
江北駅 - 諫早駅間は単線である。東諌早駅以外の全駅で列車交換が可能であり、駅間の長い肥前大浦駅 - 小長井駅間には土井崎信号場がある。肥前鹿島駅 - 諫早駅間では列車の本数が極端に少なくなっている。この区間は、有明海の入り組んだ沿岸部に沿って線路が通っているため、曲線区間が多く、特急列車の速度向上のために振り子式車体傾斜装置を搭載した885系電車が投入されていた。
所要時間短縮のため、駅構内の配線は原則として一線スルー配線に改良されているほか、曲線の度合いの強い区間の枕木は通常のPC枕木よりさらに太い強化型のものが使用されていることが多い。
諫早駅 - 喜々津駅間と浦上駅 - 長崎駅間は複線である。このうち諫早駅 - 西諫早駅間は上下線が国道207号を挟み離れたところを通っている。また、喜々津駅 - 浦上駅間は単線の2つのルートに分かれており、このうち大村湾沿いに走り、長与駅を経由する明治時代開業のルートを「旧線（長与経由）」と呼び、長崎本線内で唯一電化された事のない区間である。途中、列車交換は大草駅・長与駅のみ可能である。長与駅 - 浦上駅間では市街地を走り、区間運転の列車が設定されている。一方で、1972年に開通した、長崎トンネルを通る電化されていたルートを「新線（市布経由）」と呼ぶ。旧線に比べ6.7km短縮され、高速運転に適した線形により、諫早駅 - 長崎駅間の所要時間を大幅に短縮した。途中肥前古賀駅以外で列車交換ができるほか、長崎トンネル内に肥前三川信号場がある。新線の大半はトンネルであり浦上駅側では市街地の地下を通り地上に抜ける。地上区間に入ると浦上駅までは高架となり、旧線としばらく並走（単線2並列）する。快速「シーサイドライナー」は全て新線を通っており、かつて運行していた特急列車も新線経由であった。浦上駅 - 長崎駅間では連続立体交差事業が進められ、2020年3月28日に高架化が完了した。
鳥栖駅 - 江北駅間および諫早駅 - 長崎駅間（旧線・新線とも）はIC乗車カード「SUGOCA」の利用エリアに含まれている。なお、「福岡・佐賀・大分・熊本エリア」に含まれる鳥栖駅 - 江北駅間と「長崎エリア」に含まれる諫早駅 - 長崎駅間を跨っての利用はできない。
一般向けリアルタイム列車位置情報システム「どれどれ」対応路線であり、「長崎本線」（鳥栖駅 - 市布駅 - 長崎駅間）と「長崎本線（長与経由）」（諫早駅 - 長与駅 - 長崎駅間）としてスマートフォン向けに配信されている。

### 西九州新幹線との関係について
九州新幹線西九州ルート（長崎ルート）が佐世保線の武雄温泉駅から長崎本線の長崎駅まで新幹線フル規格で建設され、「西九州新幹線」として2022年9月23日に開業した。これにより、長崎本線の江北 - 諫早間が並行在来線とされた。整備新幹線において並行在来線は新幹線開業時にJRから経営分離してもよいことになっており、当初はJR九州も経営分離する方針で佐賀・長崎両県による第三セクター方式の経営が計画されていた。しかし、経営分離区間の沿線自治体（鹿島市・江北町）の同意が得られなかったため着工の目処が立たず、他の整備新幹線に遅れをとっていた。そのためJR九州と佐賀・長崎両県は経営分離をせずに、両県が線路などの施設を保有し、新幹線開業後20年間はJR九州が運行を行う上下分離方式を採用することで合意し、着工が認可された。これにより2008年に武雄温泉駅 - 諫早駅間が、2012年には諫早駅 - 長崎駅間が着工された。
博多駅 - 新鳥栖駅では九州新幹線鹿児島ルートを使用し、新鳥栖駅 - 武雄温泉駅間について在来線を活用、武雄温泉駅 - 長崎駅間では新幹線規格の新線建設といった整備計画で、線路幅（軌間）の異なる新幹線と在来線を直通できる開発中の車両FGT（フリーゲージトレイン）を導入する予定であった。しかし、2014年にFGTの試作車両の鹿児島ルート及び鹿児島本線での走行試験中に重大な問題が発覚し、開発が長期に渡りストップした。これにより、仮にFGTが実用化されても、2022年度の開業までに運行に必要な数の車両の生産が間に合わないことが判明した。新幹線建設は計画通り進んでおり、完成した設備を年単位で放置できないこと、新幹線沿線自治体では2022年度の開業に合わせて大規模再開発が行われており開業の遅れは許されない状況であり、開業の前倒しを計画していただけに大きな問題となった。結果、2015年12月に2022年度開業のあり方として国やJR九州、長崎・佐賀両県の間で次の合意がなされた。
- 開業時期は現計画通り2022年度
- フル規格で整備中の長崎駅 - 武雄温泉駅間については新幹線車両での運行、武雄温泉駅 - 博多駅間は在来線特急車両での運行とし、FGT営業用車両の生産完了（2025年度予定）まではリレー方式（2004年の九州新幹線鹿児島ルート暫定開業と同じ方式）とする。一部の列車においてFGT先行導入車両での運転を行う。
- リレー方式での開業に伴い武雄温泉駅を新幹線と在来線が対面乗り換えできる構造に改造。
- リレー方式への変更に伴う武雄温泉駅改造にかかる佐賀・長崎両県の負担を、肥前山口駅（現在の江北駅） - 諫早駅間の有償譲渡から無償譲渡に変更することで相殺。
- 肥前山口駅（現在の江北駅） - 諫早駅間は開業後23年間は引き続きJR九州による運行、運行本数は現状水準を維持、開業後3年間は肥前鹿島駅 - 博多駅間で特急列車を上下計14本維持する。
- 新鳥栖駅及び武雄温泉駅の新幹線在来線連絡アプローチについてはFGTの実用化判断が行われてからの着工とする。

その後2016年12月に2年ぶりにFGT走行試験を再開するも、再度問題が発覚し、暫定開業時の先行導入車両の製造は間に合わない見通しとなった。運行主体のJR九州は2017年7月、一般の新幹線の2倍以上のコストがかかるFGTでの西九州ルート運営は困難としてFGT導入断念を決定した。これにより与党検討委員会は在来線活用予定であった武雄温泉駅 - 新鳥栖駅間の西九州ルートの整備をミニ新幹線方式または全線フル規格新幹線方式での整備を軸に調査を開始した。2018年度中に西九州ルートの整備方針が決定する予定とされていたが、長崎駅 - 武雄温泉駅間が開業した2022年9月23日時点でも関係各所の意見統一がなされていない状況となっている。

### 路線データ
- 管轄・路線距離（営業キロ）：
  - 九州旅客鉄道（第一種鉄道事業者）：
    - 鳥栖駅 - 江北駅間 39.6 km
    - 諫早駅 - 喜々津駅 - 市布駅 - 浦上駅 - 長崎駅間 24.9 km
    - 喜々津駅 - 長与駅 - 浦上駅間 23.5 km

  - 九州旅客鉄道（第二種鉄道事業者）、佐賀・長崎鉄道管理センター（第三種鉄道事業者）：
    - 江北駅 - 諫早駅間 60.8 km

  - 日本貨物鉄道（第二種鉄道事業者）：
    - 鳥栖駅 - 鍋島駅間 28.0 km
- 軌間：1067 mm
- 駅数：42（起終点駅・臨時駅含む）
  - 長崎本線所属駅に限定した場合、鹿児島本線所属の鳥栖駅[8] が除外され、41駅となる。なお、JR九州の有価証券報告書には、2018年3月31日時点で40駅と記載されており[9]、臨時駅であるバルーンさが駅も計上していない。
- 信号場数：3
- 複線区間：
  - 鳥栖駅 - 江北駅間
  - 諫早駅 - 喜々津駅間
  - 浦上駅 - 長崎駅間
- 電化区間：鳥栖駅 - 肥前浜駅間（交流20,000 V・60 Hz）
- 閉塞方式：自動閉塞式
- 保安装置：ATS-SK、ATS-DK（全線）
- 運転指令所：博多総合指令センター
- 最高速度：130 km/h[2]

鳥栖駅 - 肥前大浦駅間がJR九州本社鉄道事業本部、土井崎信号場 - 長崎駅間と長与駅経由の旧線が同社長崎支社の管轄となっており、佐賀県と長崎県の県境付近（肥前大浦駅 - 土井崎信号場間）に本社と支社の境界がある。

### 利用状況
各年度の平均通過人員（人/日）および旅客運輸収入は以下のとおりである。
| 年度                   | 平均通過人員（人/日） | 平均通過人員（人/日） | 平均通過人員（人/日） | 平均通過人員（人/日） | 平均通過人員（人/日） | 平均通過人員（人/日） | 旅客運輸収入 （百万円/年） | 出典          |
| 年度                   | 全区間                | 鳥栖 - 佐賀           | 佐賀 - 江北           | 江北 - 諫早           | 諫早 - 長崎           | 喜々津 - 浦上         | 旅客運輸収入 （百万円/年） | 出典          |
| ---------------------- | --------------------- | --------------------- | --------------------- | --------------------- | --------------------- | --------------------- | -------------------------- | ------------- |
| 1987年度（昭和62年度） | 12,646                | 24,187                | 19,732                | 9,108                 | 14,988                | 2,640                 |                            | [ 10 ]        |
| 2016年度（平成28年度） | 14,861                | 31,420                | 21,430                | 8,647                 | 19,032                | 4,823                 | 12,330                     | [ 10 ] [ 11 ] |
| 2017年度（平成29年度） | 14,805                | 31,546                | 21,434                | 8,613                 | 18,702                | 4,765                 | 12,430                     | [ 12 ]        |
| 2018年度（平成30年度） | 14,469                | 31,057                | 21,001                | 8,334                 | 18,220                | 4,666                 | 12,277                     | [ 13 ]        |
| 2019年度（令和元年度） | 13,734                | 29,817                | 19,692                | 7,780                 | 17,363                | 4,484                 | 11,707                     | [ 14 ]        |
| 2020年度（令和02年度） | 7,426                 | 15,877                | 10,507                | 3,317                 | 10,941                | 3,429                 | 5,298                      | [ 15 ]        |
| 2021年度（令和03年度） | 8,287                 | 18,594                | 11,571                | 3,861                 | 11,332                | 3,507                 | 6,273                      | [ 16 ]        |
| 2022年度（令和04年度） | 9,298                 | 24.046                | 15,478                | 3,078                 | 11,128                | 3,921                 | 7,771                      | [ 17 ]        |
| 2023年度（令和05年度） | 9,420                 | 27,881                | 17,891                | 908                   | 9,601                 | 4,182                 | 7,944                      | [ 18 ]        |

## 運行形態

### 優等列車
西九州新幹線が開業した2022年9月23日以降は、優等列車における長崎駅方面と佐世保駅方面の分岐駅が江北駅から武雄温泉駅に移行したため、当路線の優等列車は江北駅から佐世保線に直通する列車が主体となっている。なお、定期運転の優等列車は全て鳥栖駅から鹿児島本線に直通して博多駅まで乗り入れている（一部列車はさらに博多駅以北に直通）。
佐世保線に直通する優等列車は、門司港駅・博多駅 - 武雄温泉駅間の特急「リレーかもめ」が下り18本・上り16本、博多駅 - 佐世保駅間の特急「みどり」が16往復（一部は大村線ハウステンボス駅発着の特急「ハウステンボス」を併結）運転されている。「リレーかもめ」全列車と「みどり」下り4本・上り6本は武雄温泉駅で長崎駅方面への新幹線「かもめ」と接続し、該当する「みどり」は「みどり（リレーかもめ）」の列車名で運転されている。
佐世保線に直通しない優等列車は、門司港駅・小倉駅・吉塚駅・博多駅 - 佐賀駅・肥前鹿島駅間の特急「かささぎ」が下り8本・上り9本（土曜・休日10本）運転されている。現在の「かもめ・リレーかもめ」が運行を開始した際に、従来の特急「かもめ」の停車駅であった肥前鹿島駅が「かもめ・リレーかもめ」のルートから外れることから、肥前鹿島駅発着の特急を7往復設定することが事前に発表されていたが、これに従来の「かもめ」の佐賀駅発着列車を統合した形で新設された。
このほかD&S列車として、全席グリーン車の特急「36ぷらす3」が、月曜日に博多駅 - 江北駅 - 佐世保駅間で運行される。このうち往路（佐世保駅行き）は経路の途中で江北駅 - 肥前浜駅間を往復する。また武雄温泉駅 - 長崎駅間を運行する特急「ふたつ星4047」は、午前便が江北駅 - 長崎駅間の下り線を、午後便が長崎駅 - 諫早駅間の上り線を、ともに旧線（長与駅）経由で運行する。

#### 過去の優等列車
関門トンネルが開通した1942年11月15日、東京駅 - 下関駅間を結んでいた特急「富士」の運行区間が東京駅 - 長崎駅間に延長され、長崎本線に初めて特急列車が乗り入れた（1943年10月1日に東京駅 - 博多駅間の運転に短縮）。上海航路運航日は、上り列車が1駅先の長崎港駅を始発とする形で運転された。ただし、この列車以前にも上海航路への接続列車として長崎駅から長崎港駅まで1駅延長運転されたものもあった。
1948年8月、東京駅 - 長崎駅間を大村線経由で運行する準急列車が運行開始。1949年に急行列車に格上げ、1950年には「雲仙」の列車愛称が与えられた。この愛称は、同時期に運行を開始した急行「西海」とともに、1980年まで用いられた。この間、様々な愛称の急行列車が運行を開始し、運行区間の変更や統廃合が行われた。
1957年10月1日、同年より東京駅 - 博多駅間で運行を開始した寝台特急「さちかぜ」の運行区間を長崎駅まで延長し、長崎本線の特急列車が復活。この列車は、1958年に「平和」、1959年に「さくら」へと改称した。また、1965年10月1日には、寝台特急「あかつき」が、新大阪駅 - 西鹿児島駅・長崎駅間で運行開始した。
1961年10月1日、京都駅 - 博多駅間を運行していた特急「かもめ」が長崎駅に乗り入れを開始、気動車による運行となる。1975年3月10日、山陽新幹線博多延伸に伴い、「かもめ」を廃止、線内を走る昼行特急列車がなくなった。
1976年7月1日、長崎本線・佐世保線電化により、電車によるエル特急として「かもめ」が、小倉駅・博多駅 - 長崎駅間で、「みどり」が小倉駅・博多駅 - 佐世保駅間で運転を開始した。その後、急行「出島」の特急格上げなどで増発が繰り返された。1992年3月25日には、特急「ハウステンボス」が博多駅 - ハウステンボス駅間で運転を開始した。
2000年代にかけて、夜行列車が次々と廃止されるようになり、東京駅 - 長崎駅間の寝台特急「さくら」は2005年3月1日のダイヤ改正で、京都駅 - 長崎駅間の寝台特急「あかつき」は2008年3月15日のダイヤ改正で廃止され、夜行列車や本州直通優等列車の運転はなくなった。
2022年9月23日の西九州新幹線開業に伴い、在来線特急の「かもめ」は、門司港駅・博多駅 - 武雄温泉駅間を走る「リレーかもめ」、門司港駅・小倉駅・博多駅 - 佐賀駅・肥前鹿島駅間を走る「かささぎ」に再編された。これにより、肥前鹿島駅 - 長崎駅間を毎日運行する特急列車はなくなった。
また、2020年10月から博多駅 - 長崎駅間で運行されていた特急「36ぷらす3」は、肥前浜駅 - 長崎駅間の電化廃止により、2022年10月から運行区間を博多駅 - 佐世保駅間とし、博多駅発便のみ肥前浜駅に立ち寄る運行に改められた。

### 地域輸送
概ね江北駅・肥前浜駅・諫早駅で運行系統が分かれている。
全線でワンマン運転を実施している。佐賀駅 - 諫早駅間のワンマン列車では、有人駅の佐賀駅・諫早駅および一部時間帯のみ有人の江北駅・肥前鹿島駅のみすべてのドアから乗降可能で、それ以外の無人駅では先頭車両での後乗り前降り方式となる。一部時間帯のみ有人の肥前鹿島駅は、みどりの窓口営業時間帯は有人駅扱い、営業時間外は無人駅扱いとなる一方、同一営業形態の江北駅は駅員の在席に関係なくすべてのドアから乗降できる。無人駅での乗車時には整理券を取り、下車時に乗車券・整理券と運賃を運転士に渡すか運賃箱に投入する。3両以上の電車による運行の場合は車掌が乗務するが、YC1系での運行の場合は3両以上でも2021年10月より全てワンマン運転となっている。
2006年3月18日から鳥栖駅 - 肥前山口駅（当時）間、および諫早駅 - 長崎駅間（新線・旧線）に「都市型ワンマン」が導入された。この区間では、ワンマン運転であっても、すべてのドアから乗り降りできる（YC1系の場合はドアは自動で開かないためドア横のボタンを押して開ける。いわゆる半自動式）。2022年9月23日より、佐賀駅 - 江北駅間は、上述の料金車内収受方式に変更となった。

#### 鳥栖駅 - 江北駅間
普通列車は1時間に2本程度運転される。西側は朝の3往復が佐賀駅発着、半数強の列車が江北駅発着で、その他の列車は江北駅以西の長崎本線または佐世保線に直通している。東側は基本的に鳥栖駅発着だが、早朝に下り1本のみ佐賀発肥前浜行き（江北から神埼折り返しの回送列車で送り込み）も設定されているほか、朝夕の一部列車は鹿児島本線博多駅方面に直通し、上りのみ鳥栖駅で鹿児島本線久留米方面からの列車と併結する列車がある。なお鹿児島本線に直通する上り列車の一部は「区間快速」の種別だが、長崎本線内では快速運転は行わない。佐賀駅 - 久保田駅間は唐津線の列車も利用可能で、本数はさらに多くなり、最大で1時間に4〜5本が運転される。気動車列車は唐津線直通列車のみで、それ以外は電車で運行されている。後節のとおり2022年9月23日以降はこの区間から肥前浜駅を越えて諫早駅・長崎駅方面へ向かう列車は運行されていない。

#### 江北駅 - 諫早駅間
この区間は2022年9月23日のダイヤ改正により肥前浜駅 - 長崎駅間が非電化となったため運行形態が大幅に再編された。
江北駅 - 肥前浜駅間は電化設備が存置され改正前と同様に電車での運転が主体となり、佐賀方面との直通も継続される一方、電化設備が廃止された肥前浜駅 - 諫早駅間では全列車が気動車による運行となり、肥前浜駅で乗り換えが生じるようになった。江北駅 - 肥前浜駅間では日中は佐賀方面への直通列車が多いが、朝夕は大半の列車が江北駅で系統分割されており、非電化区間の肥前浜以南に直通する気動車列車も運行されている。2022年9月改正で江北駅 - 諫早駅間を通しで運行される列車（気動車）は下り4本・上り3本に、長崎方面との直通は下り5本・上り4本に削減されており、このうち1往復が江北駅 - 長崎駅間を直通する。
佐賀・長崎の県境を含むこの区間は、県境に近付くにつれて本数が少なくなり、肥前浜駅 - 諫早駅間の全区間を運行する普通列車は1日7.5往復のみである。そのためこの区間を移動する場合は、時間帯によっては佐世保線・大村線経由の方が早く着く場合がある。なお、祐徳自動車が佐賀県側の鹿島バスセンター（肥前鹿島駅前） - 大浦駅前 - 竹崎港間に、長崎県交通局が長崎県側の諫早駅 - 小長井駅前 - 県界間にそれぞれ国道207号経由で長崎本線に並行する路線バスを運行しており、区間によっては長崎本線の普通列車よりも本数が多い。
車両が電車からキハ47形気動車に代わったことで加減速性能が悪くなり最高速度も95km/hに引き下げられたが、対向列車との交換や特急の通過待ちによる停車が減ったため、この区間の所要時間は数分短縮されている列車が多い。

#### 諫早駅 - 長崎駅間
都市間輸送となっており、朝夕のラッシュ時は数分おきの発車で、単線の区間では線路容量一杯である。ラッシュ時間帯以外では新線（市布駅経由）、旧線（長与駅経由）ともに1時間に1本の運転は確保されているが、旧線の喜々津駅 - 長与駅間および新線の快速通過駅では2時間程度間隔が空く時間帯がある。新線には途中駅折り返し列車は設定されていないが、旧線には長与駅で折り返す列車がある。日中、諫早駅から大村線に直通する普通列車は、長崎本線は基本的に旧線経由となる。区間列車の運行がある長与駅 - 長崎駅間では並行する路線バスや西浦上駅 - 長崎駅間で並行する路面電車の方が本数が多い（特に道ノ尾駅 - 長崎駅間）。
このほか、諫早駅 - 長崎駅間では新線経由で大村線直通の快速・区間快速「シーサイドライナー」が1時間に1本運転される。この区間内において、通勤時間帯に運転される「快速」は全駅に停車する一方で、日中時間帯の「区間快速」は諫早駅・喜々津駅・浦上駅・長崎駅のみに停車する。なお、2022年9月23日のダイヤ改正以前は、西諫早駅・市布駅・肥前古賀駅・現川駅を通過する「快速」もあった。「区間快速」は長崎本線内は最高速度110km/hで運転する。
以前は、新線および肥前鹿島方面が電化されていたため旧線・大村線直通列車以外は深夜の一部上り列車を除き電車で運行されていたが、2022年9月23日より全て気動車での運行となっている。

#### 臨時列車
長崎本線内で快速運転を行う定期列車は「シーサイドライナー」のみであるが、臨時列車ではゴールデンウィーク期間に運転される快速「有田陶器市号」が快速運転を行う。「有田陶器市号」のうち、博多・南福岡・鳥栖発着の線内の停車駅は通常この区間を運行する特急列車の停車駅に加え、神埼駅に停車する。また佐賀インターナショナルバルーンフェスタ開催時は、普通列車に加えて臨時快速「バルーンフェスタ号」が鳥栖方面 - 江北駅間に運転されることがある。「バルーンフェスタ号」は肥前麓駅・伊賀屋駅・鍋島駅を除く各駅に停車する。
かつて運行されていた長崎発着の「有田陶器市号」は快速「シーサイドライナー」に準じ諫早駅 - 長崎駅間は喜々津駅・浦上駅に停車していた。また、江北経由ではなく非電化の大村線経由で運転されていたため、2022年以前も気動車で運転されていた（喜々津駅 - 浦上駅間は新線経由）。2023年以降は西九州新幹線に接続するシャトル列車に変更となったため、運行を終了している。

### 団体専用列車
「或る列車」が、「長崎コース」として大村線経由で長崎駅 - 佐世保駅間に運行される。長崎発、長崎着ともに旧線を経由する。また、「ハウステンボスコース」として、博多駅 - ハウステンボス駅間、「佐賀〜長崎〜佐世保コース」として、佐賀駅→長崎駅→佐世保駅間で運転している。
また、クルーズトレイン「ななつ星 in 九州」が1泊2日コースで長崎駅に発着している。2015年3月からは長崎へ向かう往路の江北駅 - 諫早駅間で佐世保線・大村線、諫早駅 - 長崎駅間で旧線、長崎を出発する復路の長崎駅 - 諫早駅間で新線を経由している。

### 貨物列車
日本貨物鉄道（JR貨物）の第二種鉄道事業区間である鳥栖駅 - 鍋島駅間で貨物列車が運行されている。2022年3月改正時点では、コンテナ車で編成された高速貨物列車が2往復（鹿児島本線福岡貨物ターミナル駅発鍋島駅行きが2本、鍋島駅発東海道本線東京貨物ターミナル駅行きが1本、鍋島駅発関西本線百済貨物ターミナル駅行きが1本）設定されている。牽引機関車は、ED76形およびEF81形電気機関車。さらに農産物流通のピークである4 - 6月は、EF81形牽引の臨時高速貨物列車（通称タマネギ貨物）が1往復増発される。
線内の貨物列車の発着駅は鍋島駅のみだが、このほか長崎駅には近接して「長崎オフレールステーション」があり、コンテナを積載したトラックが鍋島駅との間を結んでいる。

## 使用車両

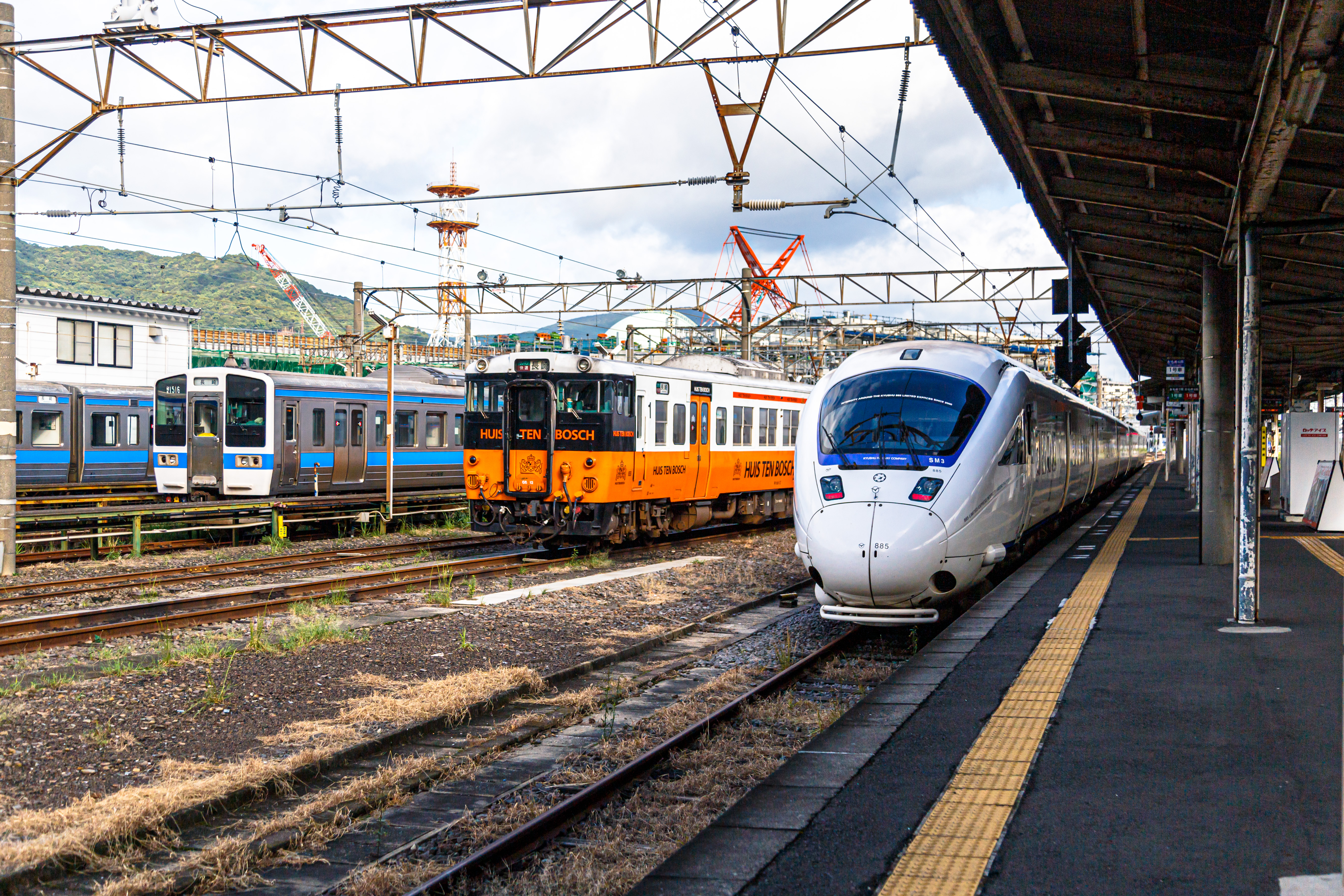
長崎本線で使用されている・いた車両
（左2本が415系1500番台、その右がキハ66、885系）

車種はキハ、キロシ、YC1とあるのは気動車、他は特記なければ電車。

### 特急列車
- 783系（南福岡車両区） - 「みどり」・「ハウステンボス」・「かささぎ」に使用。
  - 1989年3月11日から「かもめ」に投入されて以降、長崎本線内の特急で使用されている。2011年3月12日の九州新幹線鹿児島ルート全線開通により、運行廃止された「リレーつばめ」から転用した787系に代替され、長崎駅発着の「かもめ」からは撤退した。
- 787系（南福岡車両区） - 「リレーかもめ」・「かささぎ」に使用される通常編成のほか、「36ぷらす3」の専用車がある。「リレーかもめ」は8両編成、「かささぎ」は6両または8両編成で運行される[24]。
  - 1994年3月1日ダイヤ改正で「かもめ」に投入されるが、1996年3月16日改正で撤退。その後は、臨時列車での運用のほか、2001年3月1日から10月5日まで、肥前山口駅発着の「かもめ」で使用された。2011年3月12日改正で長崎駅発着の「かもめ」と「みどり」に投入され、西九州新幹線開業まで使用された。
- 885系（南福岡車両区） - 「リレーかもめ」・「みどり」・「かささぎ」に使用。
  - 2000年3月11日のダイヤ改正により「かもめ」に投入。「みどり」には、2002年10月21日から2003年3月14日まで運用されていたことがある。2022年9月23日の西九州新幹線開業により、「みどり」に再投入、「かささぎ」での使用を開始した[24]。
- キハ40系・キハ140系（佐世保車両センター） - 専用車を「ふたつ星4047」で使用。

### 普通・快速列車
- 415系（大分車両センター）- 鳥栖 - 江北間で使用。2編成つないだ8両で運転される列車もある。2022年9月改正までは大分車両センター所属車両が肥前山口まで、南福岡車両区所属車両（同改正で全車が大分車両センターに転出）が長崎まで乗り入れていた。
- 811系（南福岡車両区） - 鳥栖 - 肥前浜間でラッシュ時に使用。2編成つないだ8両で運転される列車もある。2010年代前半までは肥前大浦まで乗り入れており、一度肥前山口以南の運用が廃止されたあと2022年9月改正で再び運用範囲が拡大された。
- 813系（南福岡車両区） - 鳥栖 - 江北間で夜の下り・朝の上りの1往復のみ2編成つないだ6両で使用。2009年3月改正までは長崎まで、2022年9月改正までは肥前大浦まで乗り入れていた。
- 817系（佐世保車両センター） - ワンマン運転対応の0番台が鳥栖 - 肥前浜間で使用。ラッシュ時は2編成つないだ4両で運転される列車もある。2011年3月改正までは当形式2編成に813系1編成をつないだ7両、2018年3月改正までは3編成繋いだ6両で運転される列車があり、2022年9月改正までは長崎まで乗り入れていたほか、近年ロングシート化改造された500番台（同改正で全車鹿児島車両センターに転属）も使用されていた。
- キハ47形（唐津車両センター） - 佐賀 - 久保田間で唐津線直通列車に限り使用。2022年9月改正 - 2025年7月ダイヤ修正まで佐世保所属車が江北 - 長崎間で使用されていた。
- キハ125形（唐津車両センター） - 佐賀 - 久保田間で唐津線直通列車に限り使用。
- YC1系（佐世保車両センター） - 江北 - 長崎間で使用。2-4両で運用される。この形式に限り両数にかかわらずワンマン運転となる。

鳥栖 - 江北間では、南福岡車両区所属の817系3000番台と821系（2022年9月改正で全車が熊本車両センターに転出後は不明）も813系の代走として運用されることがある。

### 団体臨時列車
- キロシ47形（佐世保車両センター） - 「或る列車」で使用。
- DF200形ディーゼル機関車（大分車両センター） - 7000番台が「ななつ星 in 九州」牽引用に使用。
- 77系客車（大分車両センター） - 「ななつ星 in 九州」用の客車として使用。

### 過去の主な使用車両
- 電車
  - 421系・423系 - 普通列車で使用。
  - 713系 - 普通列車で使用。1996年3月ダイヤ改正により鹿児島運転所に転属し撤退。
  - 715系 - 普通列車で使用。1998年に全廃。
  - 485系 - 特急「かもめ」「みどり」「ハウステンボス」で使用。2000年3月ダイヤ改正により長崎本線内での定期運行を終了。
- 気動車
  - キハ58系 - 急行・普通列車で使用。
  - キハ66・67形 - 2001年に筑豊本線・篠栗線電化に伴い筑豊篠栗鉄道事業部から転入し、主に快速「シーサイドライナー」や旧線経由の普通列車で使用された。2021年6月30日限りで全車運用離脱。
  - キハ200系 - 主に快速「シーサイドライナー」や旧線経由の普通列車で使用。2021年3月11日限りで運用離脱、全車が他地区に転出。

## 歴史

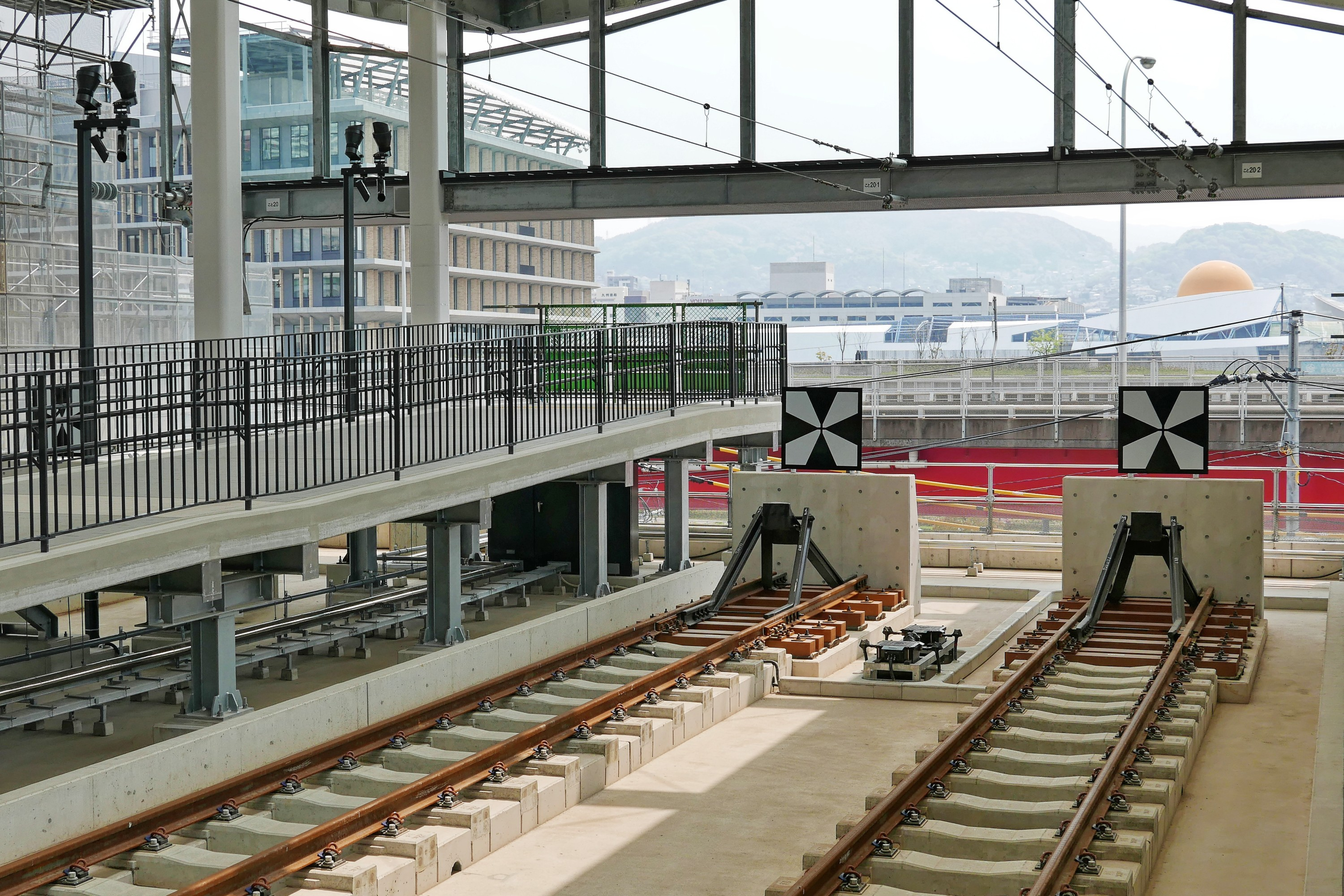
長崎駅の線路終端

長崎本線は、九州鉄道の手により現在の佐世保線・大村線のルートで建設された。鳥栖 - 早岐間と長与 - 長崎間が開業した1897年より全通するまでの約1年間は、大村湾に連絡船を開設して暫定的な連絡機関としていた。
1907年の国有化を経て、現在のルート（有明線）が長崎本線となったのは1934年のことである。旧長崎本線（佐世保線・大村線ルート）は佐世保市・大村市といった長崎県内の各都市を結ぶ役割を果たす一方で、大回りとなるため福岡・佐賀方面と長崎市街との往来には長い時間が必要であった。このため、佐世保線・大村線ルートの短絡線として肥前山口（現在の江北） - 肥前鹿島 - 諫早（有明線）が建設され、長崎本線に編入された。旧長崎本線区間は佐世保線・大村線へと分離された。有明線は改正鉄道敷設法別表114号に「佐賀県肥前山口附近ヨリ鹿島ヲ経テ長崎県諌早ニ至ル鉄道」として規定されていた。
1972年、喜々津 - 市布 - 浦上間にも短絡線が建設されたが、旧線・新線共に長崎本線として運行されている。市布経由の新線は改正鉄道敷設法別表114号の2に「長崎県喜々津ヨリ矢上ヲ経テ浦上ニ至ル鉄道」として規定され、日本鉄道建設公団が主要幹線（C線）の浦上線（うらかみせん）として計画・建設した。
また、長崎港出島埠頭に発着する上海航路との連絡のため、1930年に長崎駅から長崎港駅までの1.1kmが延伸された。太平洋戦争の激化（1943年頃）により上海航路が廃止された影響で、1946年以降は貨物線として使われていた。正式に廃止されたのは1982年11月14日 である。跡地は遊歩道や公園として整備されている。

### 年表

#### 九州鉄道 - 有明線編入前

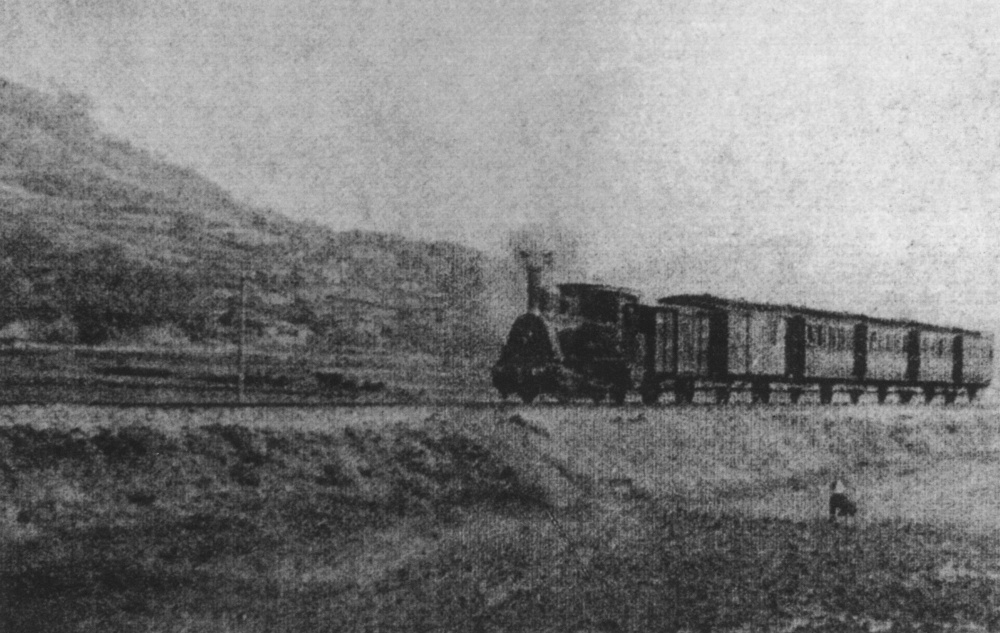
長与 - 長崎間開業時の一番列車
（1897年7月22日）

- 1891年（明治24年）8月20日 【開業】九州鉄道佐賀線 鳥栖 - 佐賀 【駅新設】中原、神崎、佐賀
- 1895年（明治28年）5月5日 【延伸開業】佐賀 - 山口 - *武雄 【駅新設】牛津、山口、*北方、*武雄
- 1896年（明治29年）10月10日 【駅新設】久保田
- 1897年（明治30年）
  - 7月10日 【延伸開業】*武雄 - *早岐 【駅新設】*三間坂、*有田、*三河内、*早岐
  - 7月22日 【開業】長与 - 長崎（現在の浦上） 【駅新設】長与、道ノ尾、長崎（初代）
- 1898年（明治31年）
  - 1月20日 【延伸開業】*早岐 - *大村 【駅新設】*南風崎、*川棚、*彼杵、*松原、*大村
  - 10月1日 【駅新設】*（貨）中樽
  - 11月27日 【延伸開業】*大村 - 諫早 - 長与（鳥栖 - 早岐 - 長崎間が開通） 【駅新設】諫早、喜々津、大草
- 1905年（明治38年）4月5日 【延伸開業】浦上 - 長崎（2代） 【駅新設】長崎（2代） 【駅名改称】長崎（初代）→浦上
- 1907年（明治40年）
  - 7月1日 【買収・国有化】九州鉄道→官設鉄道
  - 11月1日 【駅名改称】神崎→神埼
- 1909年（明治42年）
  - 5月1日 【貨物駅→一般駅・駅名改称】*中樽→上有田
  - 10月12日 【国有鉄道線路名称制定】長崎本線 鳥栖 - 早岐 - 長崎
- 1913年（大正2年）3月1日 【駅名改称】山口→肥前山口（同年2月20日に山口県国鉄山口駅開業のため）
- 1919年（大正8年）12月1日 【信号所新設】*大町
- 1922年（大正11年）
  - 4月1日 【信号所→信号場】*大町
  - 5月25日 【駅新設】*竹松
- 1923年（大正12年）8月21日 【駅新設】*高橋
- 1926年（大正15年）10月1日 【信号場新設】鍋島
- 1927年（昭和2年）3月26日 【仮乗降場新設】目達原
- 1928年（昭和3年）
  - 9月1日 【信号場→駅】*大町
  - 12月1日 【駅新設】伊賀屋
- 1930年（昭和5年）
  - 3月19日 【延伸開業】長崎 - 長崎港
  - 7月7日 【信号場→駅】鍋島

*が付いている駅は、のちに路線分離により長崎本線の駅ではなくなった駅。

#### 有明線
- 1930年（昭和5年）
  - 3月9日【開業】有明線 肥前山口 - 肥前竜王 【駅新設】福治、肥前竜王[30]
  - 11月30日 【延伸開業】有明線 肥前竜王 - 肥前浜 【駅新設】肥前鹿島、肥前浜[31]
- 1934年（昭和9年）
  - 3月24日 【開業】有明西線 諫早 - 湯江 【駅新設】東諌早、肥前長田、小江、湯江 【線名改称】有明線→有明東線[32]
  - 4月16日 【延伸開業】有明東線 肥前浜 - 多良 【駅新設】肥前七浦、肥前飯田、多良[33]
  - 12月1日 【延伸開業】[34][35] 多良 - 湯江（長崎本線に編入） 【駅新設】小長井、肥前大浦

#### 有明線編入後

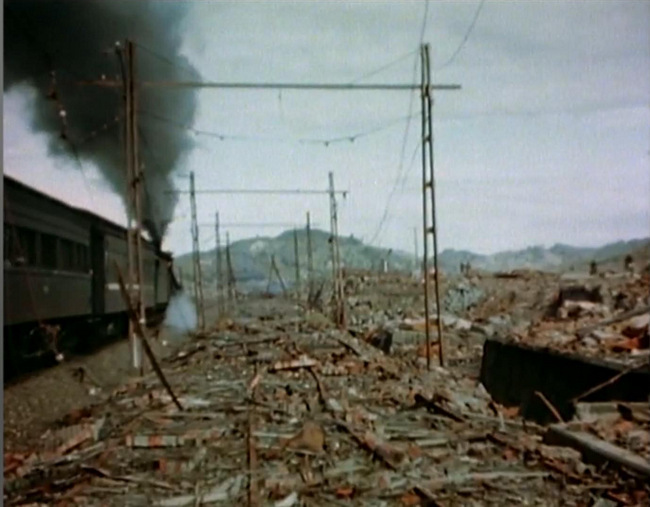
原爆の被害を受けた長崎市内を走る長崎本線の列車。写真中央に見える軌道と架線柱は長崎電気軌道のもの
（1946年撮影）

- 1934年（昭和9年）12月1日 【路線分離】佐世保線 肥前山口 - 早岐、大村線 早岐 - 諫早 【路線編入】肥前山口 - 諫早[36]
- 1940年（昭和15年）4月1日 【駅名改称】福治→肥前白石
- 1942年（昭和17年）9月30日 【信号場新設】肥前麓、三田川
- 1943年（昭和18年）
  - 10月1日 【信号場新設】本川内
  - 12月1日 【信号場→駅】三田川 【仮乗降場廃止】目達原
- 1945年（昭和20年）5月1日 【駅名改称】神埼→肥前神埼
- 1947年（昭和22年）3月1日 【信号場→駅】肥前麓
- 1952年（昭和27年）6月1日 【信号場→駅】本川内
  - 7月5日 【仮停車場新設】横島
- 1956年（昭和31年）4月10日 【駅名改称】肥前神埼→神埼
- 1961年（昭和36年）10月1日 【信号場新設】東園
- 1965年（昭和40年）
  - 2月8日 【自動信号化】諫早 - 長崎[37]
  - 9月26日 【複線化】佐賀 - 鍋島
- 1966年（昭和41年）
  - 3月26日 【複線化】肥前麓 - 中原
  - 9月24日 【複線化】鍋島 - 久保田[38]
  - 9月28日 【複線化】中原 - 三田川[38]
  - 10月1日 【信号場→駅】東園
  - 10月31日 浦上新線 起工式[39]。
- 1968年（昭和43年）
  - 8月6日 【複線化】久保田 - 牛津
  - 9月3日 【複線化】伊賀屋 - 佐賀
  - 9月22日 【複線化】三田川 - 神埼[40]
  - 9月26日 【複線化】鳥栖 - 肥前麓[40]
  - 9月28日 【複線化】神埼 - 伊賀屋[40]
- 1969年（昭和44年）
  - 4月25日 【信号場新設】里
  - 7月1日 【仮停車場廃止】横島
  - 9月25日 【複線化】牛津 - 肥前山口
  - 9月27日 【複線化】諫早 - 喜々津
- 1972年（昭和47年）10月2日 【開業】喜々津 - 市布 - 浦上（特急・急行列車などを新線経由に変更） 【駅新設】市布、肥前古賀、現川　【信号場新設】肥前三川
- 1973年（昭和48年）10月29日 電化工事着手[41]。
- 1976年（昭和51年）
  - 6月1日 【信号場新設】土井崎
  - 6月6日 【電化】鳥栖 - 市布 - 長崎[42]
- 1982年（昭和57年）
  - 11月14日 【路線休止】長崎 - 長崎港[28][29]
- 1985年（昭和60年）3月14日 【駅新設】西諌早[43]
- 1987年（昭和62年）
  - 3月9日 【臨時乗降場新設】西浦上
  - 3月31日 【路線廃止】長崎 - 長崎港

#### 民営化以後
- 1987年（昭和62年）
  - 4月1日 【承継】九州旅客鉄道（JR九州・第一種）、日本貨物鉄道（JR貨物・第二種） 【臨時乗降場→駅】西浦上
  - 時期不明【貨物線廃止】肥前麓駅構内 陸上自衛隊鳥栖分屯地引込線[44]。
- 1989年（平成元年）11月18日 【臨時駅新設】バルーンさが
- 1990年（平成2年）3月10日 【複線化】浦上 - 長崎【駅新設】長里[45]
- 1993年（平成5年）10月1日 【駅名改称】三田川→吉野ケ里公園
- 1994年（平成6年）3月1日 【駅新設】高田
- 1999年（平成11年）7月1日 【貨物列車廃止】鍋島 - 長崎
- 2002年（平成14年）3月23日 【ワンマン運転開始】肥前山口 - 長崎[46]
- 2006年（平成18年）3月18日 鳥栖 - 肥前山口（当時）間、および諫早 - 長崎間（新線・旧線）のワンマン列車が車内収受式から駅収受式に変更。
- 2011年（平成23年）3月12日 【駅新設】新鳥栖
- 2012年（平成24年）12月1日 【SUGOCA導入】諫早 - 長崎、喜々津 - 浦上。
- 2016年（平成28年）12月22日 【列車位置情報システム提供開始】全線[7]。
- 2018年（平成30年）9月28日 【ラインカラー・路線記号・駅ナンバリング制定】鳥栖 - 佐賀[47]。
- 2020年（令和2年）3月28日 【高架化】浦上 - 長崎[3][4][48]。
- 2021年（令和3年）4月1日 肥前山口（江北） - 諫早間の鉄道施設を管理する「一般社団法人佐賀・長崎鉄道管理センター」設立[49]。
- 2022年（令和4年）
  - 1月31日 一般社団法人佐賀・長崎鉄道管理センターに第三種鉄道事業許可[50]。
  - 9月23日 西九州新幹線（武雄温泉 - 長崎間）開業に伴い、以下の通り変更。
    - 【上下分離方式移行】江北 - 諫早間について、JR九州が第二種鉄道事業者、一般社団法人佐賀・長崎鉄道管理センターが第三種鉄道事業者となり、同区間におけるJR九州の第一種鉄道事業を廃止[51]。
    - 【貨物事業廃止】JR貨物による鍋島 - 長崎間の第二種鉄道事業を廃止。
    - 【駅名改称】肥前山口→江北[52][24]。
    - 【電化廃止】肥前浜 - 長崎[53][54][24]。
    - 佐賀 - 江北間のワンマン列車を駅収受式から車内収受式に変更。
    - 江北 - 小長井間で3両ワンマン運転、小長井 - 諫早間で4両ワンマン運転開始。
- 2023年（令和5年）10月1日【駅直営化】全線の業務委託駅。
- 2024年（令和6年）10月3日 【SUGOCA導入】佐賀 - 江北[6]。
- 2025年（令和7年）7月1日[55] 【信号場廃止】里、【交換設備廃止】東諌早

## 電化と気動車
長崎本線と佐世保線の電化は、もともと観光資源に恵まれ、旅客も増えていたことから、山陽新幹線開業を受けてエル特急の新設をはじめとする高速列車体系を整備するという意図で実施された。総工費125億円のうち89億円の利用債を長崎県、佐賀県が引き受け、1973年10月に着工された。当初は、山陽新幹線の岡山駅 - 博多駅間の開業と同じく1975年の電化完成を目指したが、実際には1年遅れの1976年であった。
電化と同時に実施された1976年7月1日のダイヤ改正で、485系交直流特急電車による、小倉駅・博多駅 - 長崎駅間の「かもめ」が7往復、小倉駅・博多駅 - 佐世保駅間の「みどり」が6往復設定された。ED76形交流機関車の投入で、客車・貨物列車の牽引機が一部を除いて電化された。一方で、気動車を使用した旅客列車も多数残存していた。電化直後の1976年7月時点における動力別の1日平均設定キロでは、長崎本線は旅客列車はDL（ディーゼル機関車牽引）3.5%、DC（ディーゼルカー、気動車）58.8%に対して、EL（電気機関車牽引）15.5%、EC（電車）22.2%、すなわちELとECを合わせた電化率は37.7%にすぎなかった。佐世保線も、同時期の電化率は45.3%と低かった。急行「出島」（運転区間は当時の「かもめ」と同じ）、「弓張」（運転区間は「みどり」と同じ）は、全走行区間が電化されていたにもかかわらず、気動車のままであった。ローカル普通列車は、1日2往復の快速を除いてすべて気動車であった。電化されたにもかかわらず、気動車のままの列車が多かったのは、当時の国鉄は財政事情が悪化していたために、十分な数の電車を用意できなかったことが原因である。長崎電化では、特急形の485系電車が89両投入されたが、急行形・近郊形の投入は無かった。電化完成後も気動車のままという「架線下DC」は、同時期の国鉄では日本各地で存在しており、非電化区間との共通運用、電車を保守できる車両基地の能力不足、車両数の不足などの複合的な要因があった。
長崎本線と佐世保線の架線下DCは、1982年以降に東北新幹線・上越新幹線が段階的に開業し、並行在来線で使用された485系が九州地方に転属したことで、急行が特急に格上げされたこと。583系寝台電車を近郊化改造した715系が普通列車に投入されたことで、非電化の旧線（長与経由）、大村線に直通する列車を除いて解消された。
2022年には、西九州新幹線開業にともない、長崎本線の肥前鹿島駅以南の区間で特急列車が廃止されたことから、肥前浜駅 - 長崎駅間で電化設備を廃止し、すべての定期旅客列車が気動車化された。電化区間を肥前鹿島駅よりも1駅南隣の肥前浜駅までとしたのは、肥前鹿島駅が1面2線しかなく、特急が折り返しのために1線をふさぐと残り1線となってしまう手狭さと、肥前浜駅は2面3線を有しており従来から折り返し列車もあり、系統分離で接続に適した設備があったことが理由である。
2025年（令和7年）7月1日より、長崎本線の江北駅 - 小長井駅間でも蓄電池併用電気式気動車YC1系の運用が開始され、国鉄形気動車キハ47形による普通列車がYC1系に完全に置き換えられた。同時に、東諌早駅の棒線駅化、里信号場廃止の廃止などの効率化も行われた。

## 駅一覧
- （臨）：臨時駅、◆・■：貨物取扱駅（■はオフレールステーション）
- 線路 … ||：複線区間、◇・｜：単線区間（◇は列車交換可能）、∨：ここより下は単線、∧：ここより下は複線

### 新線経由（市布経由）
- 停車駅
  - 普通・快速…すべての旅客駅に停車（表中省略）
  - 区間快速…●印の駅は全列車停車、▲印の駅は上りのみ運転で全列車停車、△印の駅は営業日のみ停車、｜印の駅は通過
    - 鳥栖駅 - 江北駅間の区間快速は、鳥栖駅から鹿児島本線へ直通
    - 諫早駅 - 長崎間の区間快速は、諫早駅から大村線へ直通する「シーサイドライナー」

  - 特急（リレーかもめ・かささぎ・みどり・ハウステンボス）…各列車記事参照

| 電化状況 | 駅番号               | 駅名           | 営業キロ | 営業キロ | 区間快速                                                                                   | 接続路線                                      | 線路          | 所在地        | 所在地            | 所在地            |
| 電化状況 | 駅番号               | 駅名           | 駅間     | 累計     | 区間快速                                                                                   | 接続路線                                      | 線路          | 所在地        | 所在地            | 所在地            |
| -------- | -------------------- | -------------- | -------- | -------- | ------------------------------------------------------------------------------------------ | --------------------------------------------- | ------------- | ------------- | ----------------- | ----------------- |
| 交流電化 | JH01                 | 鳥栖駅         | -        | 0.0      | ▲                                                                                          | 九州旅客鉄道： 鹿児島本線（JB15）〈直通あり〉 | \|\|          | 佐賀県        | 鳥栖市            | 鳥栖市            |
| 交流電化 | JH02                 | 新鳥栖駅       | 2.9      | 2.9      | ▲                                                                                          | 九州旅客鉄道： 九州新幹線                     | \|\|          | 佐賀県        | 鳥栖市            | 鳥栖市            |
| 交流電化 | JH03                 | 肥前麓駅       | 1.3      | 4.2      | ▲                                                                                          |                                               | \|\|          | 佐賀県        | 鳥栖市            | 鳥栖市            |
| 交流電化 | JH04                 | 中原駅         | 4.3      | 8.5      | ▲                                                                                          |                                               | \|\|          | 佐賀県        | 三養基郡 みやき町 | 三養基郡 みやき町 |
| 交流電化 | JH05                 | 吉野ケ里公園駅 | 4.6      | 13.1     | ▲                                                                                          |                                               | \|\|          | 佐賀県        | 神埼郡 吉野ヶ里町 | 神埼郡 吉野ヶ里町 |
| 交流電化 | JH06                 | 神埼駅         | 2.6      | 15.7     | ▲                                                                                          |                                               | \|\|          | 佐賀県        | 神埼市            | 神埼市            |
| 交流電化 | JH07                 | 伊賀屋駅       | 4.5      | 20.2     | ▲                                                                                          |                                               | \|\|          | 佐賀県        | 佐賀市            | 佐賀市            |
| 交流電化 | JH08                 | 佐賀駅         | 4.8      | 25.0     | ▲                                                                                          |                                               | \|\|          | 佐賀県        | 佐賀市            | 佐賀市            |
| 交流電化 |                      | 鍋島駅◆        | 3.0      | 28.0     | ▲                                                                                          |                                               | \|\|          | 佐賀県        | 佐賀市            | 佐賀市            |
| 交流電化 | （臨）バルーンさが駅 | 1.8            | 29.8     | △        |                                                                                            | \|\|                                          |               | 佐賀県        | 佐賀市            | 佐賀市            |
| 交流電化 | 久保田駅             | 1.6            | 31.4     | ▲        | 九州旅客鉄道：■唐津線                                                                      | \|\|                                          |               | 佐賀県        | 佐賀市            | 佐賀市            |
| 交流電化 | 牛津駅               | 2.8            | 34.2     | ▲        |                                                                                            | \|\|                                          | 小城市        | 小城市        |                   |                   |
| 交流電化 | 江北駅               | 5.4            | 39.6     | ▲        | 九州旅客鉄道：■佐世保線（鳥栖方面から直通あり）                                            | ∨                                             | 杵島郡        | 佐賀県        | 江北町            |                   |
| 交流電化 | 肥前白石駅           | 5.1            | 44.7     |          |                                                                                            | ◇                                             | 杵島郡        | 佐賀県        | 白石町            |                   |
| 交流電化 | 肥前竜王駅           | 4.7            | 49.4     |          |                                                                                            | ◇                                             | 杵島郡        | 佐賀県        | 白石町            |                   |
| 交流電化 | 肥前鹿島駅           | 5.2            | 54.6     |          |                                                                                            | ◇                                             | 鹿島市        | 鹿島市        |                   |                   |
| 交流電化 | 肥前浜駅             | 3.0            | 57.6     |          |                                                                                            | ◇                                             | 鹿島市        | 鹿島市        |                   |                   |
| 非電化   | 肥前七浦駅           | 3.9            | 61.5     |          |                                                                                            | ◇                                             | 鹿島市        | 鹿島市        |                   |                   |
| 非電化   | 肥前飯田駅           | 2.1            | 63.6     |          |                                                                                            | ◇                                             | 鹿島市        | 鹿島市        |                   |                   |
| 非電化   | 多良駅               | 4.1            | 67.7     |          |                                                                                            | ◇                                             | 藤津郡 太良町 | 藤津郡 太良町 |                   |                   |
| 非電化   | 肥前大浦駅           | 7.9            | 75.6     |          |                                                                                            | ◇                                             | 藤津郡 太良町 | 藤津郡 太良町 |                   |                   |
| 非電化   | 土井崎信号場         | -              | 78.9     |          |                                                                                            | ◇                                             | 長崎県        | 諫早市        | 諫早市            |                   |
| 非電化   | 小長井駅             | 6.7            | 82.3     |          |                                                                                            | ◇                                             | 長崎県        | 諫早市        | 諫早市            |                   |
| 非電化   | 長里駅               | 2.4            | 84.7     |          |                                                                                            | ◇                                             | 長崎県        | 諫早市        | 諫早市            |                   |
| 非電化   | 湯江駅               | 2.9            | 87.6     |          |                                                                                            | ◇                                             | 長崎県        | 諫早市        | 諫早市            |                   |
| 非電化   | 小江駅               | 3.3            | 90.9     |          |                                                                                            | ◇                                             | 長崎県        | 諫早市        | 諫早市            |                   |
| 非電化   | 肥前長田駅           | 4.7            | 95.6     |          |                                                                                            | ◇                                             | 長崎県        | 諫早市        | 諫早市            |                   |
| 非電化   | 東諫早駅             | 2.2            | 97.8     |          |                                                                                            | ｜                                            | 長崎県        | 諫早市        | 諫早市            |                   |
| 非電化   | 諫早駅               | 2.6            | 100.4    | ●        | 九州旅客鉄道：■西九州新幹線・■大村線（長崎方面から直通運転） 島原鉄道：島原鉄道線          | ∧                                             | 長崎県        | 諫早市        | 諫早市            |                   |
| 非電化   | 西諫早駅             | 2.8            | 103.2    | ｜       |                                                                                            | \|\|                                          | 長崎県        | 諫早市        | 諫早市            |                   |
| 非電化   | 喜々津駅             | 3.7            | 106.9    | ●        | 九州旅客鉄道：■長崎本線旧線（諫早方面から直通運転）                                        | ∨                                             | 長崎県        | 諫早市        | 諫早市            |                   |
| 非電化   | 市布駅               | 2.5            | 109.4    | ｜       |                                                                                            | ◇                                             | 長崎県        | 諫早市        | 諫早市            |                   |
| 非電化   | 肥前古賀駅           | 2.9            | 112.3    | ｜       |                                                                                            | ｜                                            | 長崎県        | 長崎市        | 長崎市            |                   |
| 非電化   | 現川駅               | 2.5            | 114.8    | ｜       |                                                                                            | ◇                                             | 長崎県        | 長崎市        | 長崎市            |                   |
| 非電化   | 肥前三川信号場       | -              | 118.5    | ｜       |                                                                                            | ◇                                             | 長崎県        | 長崎市        | 長崎市            |                   |
| 非電化   | 浦上駅               | 8.9            | 123.7    | ●        | 九州旅客鉄道：■長崎本線旧線（長崎駅から直通運転） 長崎電気軌道：本線（浦上駅前停留場：22） | ∧                                             | 長崎県        | 長崎市        | 長崎市            |                   |
| 非電化   | 長崎駅■              | 1.6            | 125.3    | ●        | 九州旅客鉄道：■西九州新幹線 長崎電気軌道：本線・桜町支線（長崎駅前停留場：27）             | \|\|                                          | 長崎県        | 長崎市        | 長崎市            |                   |

1. ↑  唐津線の列車は佐賀駅まで乗り入れる

- 中原駅 - 吉野ケ里公園駅間で三養基郡上峰町を通過するが、駅はない。
- JR九州の直営駅（駅長配置駅）:鳥栖駅、新鳥栖駅、佐賀駅、諫早駅、長崎駅
- JR九州の直営駅（駅員派遣駅）:神埼駅、肥前鹿島駅、喜々津駅、浦上駅

上記以外の駅は無人駅である。

#### 廃止信号場
- 里信号場（多良駅 - 肥前大浦駅間、2025年7月1日廃止）

### 旧線（長与経由）
- 全区間非電化
- 全列車普通列車（すべての駅に停車）
- 全駅長崎県内に所在。

| 喜々津駅 | -   | 0.0  | 九州旅客鉄道：■長崎本線新線（諫早方面へ直通運転）                                        | ◇  | 諫早市          |
| 東園駅   | 3.5 | 3.5  |                                                                                          | ｜ | 諫早市          |
| 大草駅   | 3.7 | 7.2  |                                                                                          | ◇  | 諫早市          |
| 本川内駅 | 5.1 | 12.3 |                                                                                          | ｜ | 西彼杵郡 長与町 |
| 長与駅   | 3.1 | 15.4 |                                                                                          | ◇  | 西彼杵郡 長与町 |
| 高田駅   | 1.0 | 16.4 |                                                                                          | ｜ | 西彼杵郡 長与町 |
| 道ノ尾駅 | 2.5 | 18.9 |                                                                                          | ｜ | 西彼杵郡 長与町 |
| 西浦上駅 | 1.7 | 20.6 | 長崎電気軌道：本線・赤迫支線（住吉停留場：12）                                           | ｜ | 長崎市          |
| 浦上駅   | 2.9 | 23.5 | 九州旅客鉄道：■長崎本線新線（長崎駅へ直通運転） 長崎電気軌道：本線（浦上駅前停留場：22） | ◇  | 長崎市          |

- JR九州の直営駅（駅員派遣駅）:喜々津駅、長与駅、浦上駅。それ以外の駅は無人駅である。旧線区間には業務委託駅、簡易委託駅は存在しない。

### 廃止区間
長崎駅 - 長崎港駅（1.1 km。1982年11月14日廃止）

### 過去の接続路線
- 佐賀駅：
  - 佐賀電気軌道（神野停留所：直接連絡ではなく、バスを介した接続であった） - 1937年8月20日廃止
  - 佐賀線 - 1987年3月28日廃止

## 沿線

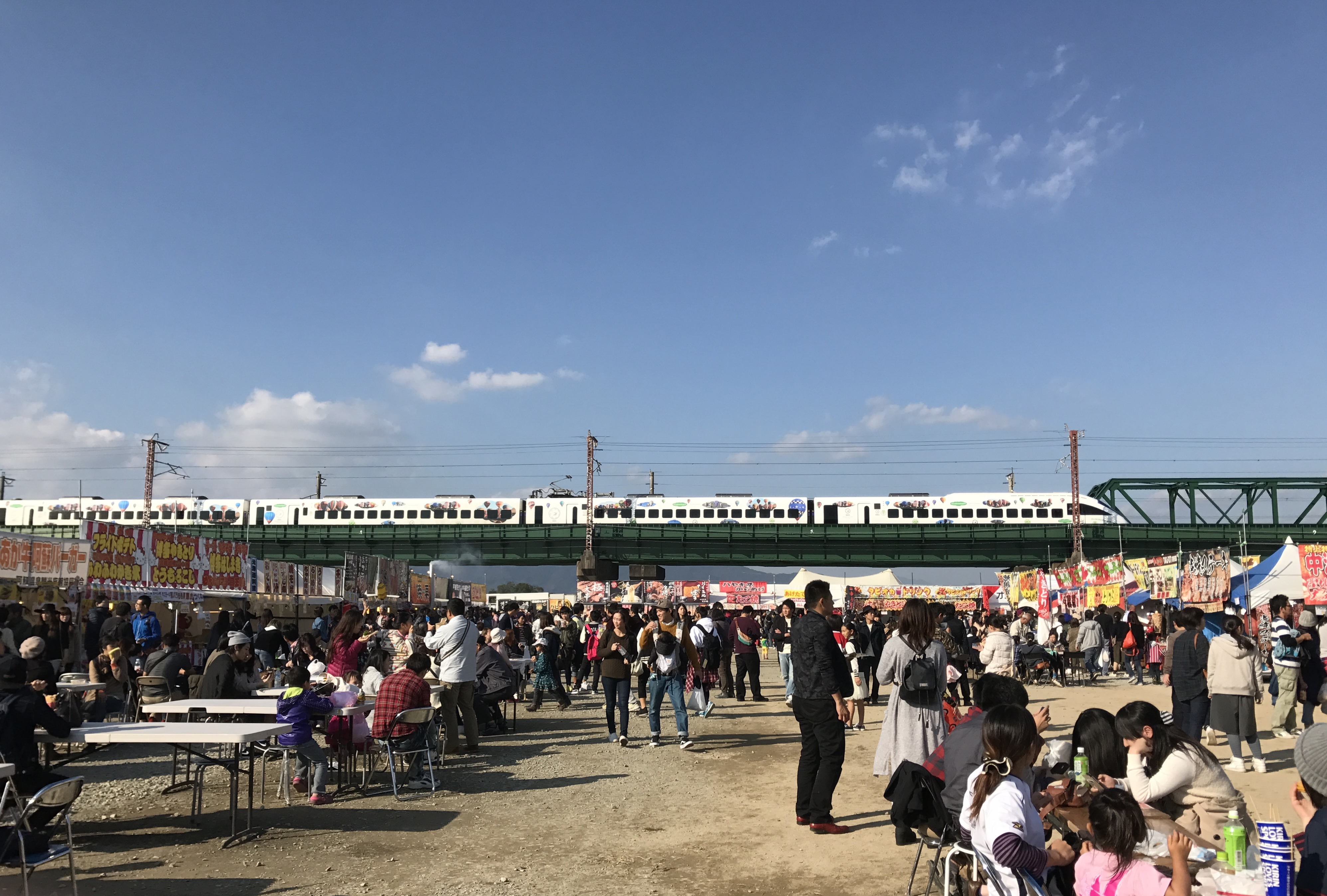
嘉瀬川橋梁を走行する885系「かもめ」と佐賀インターナショナルバルーンフェスタの観客で賑わう嘉瀬川河川敷 2016年11月3日
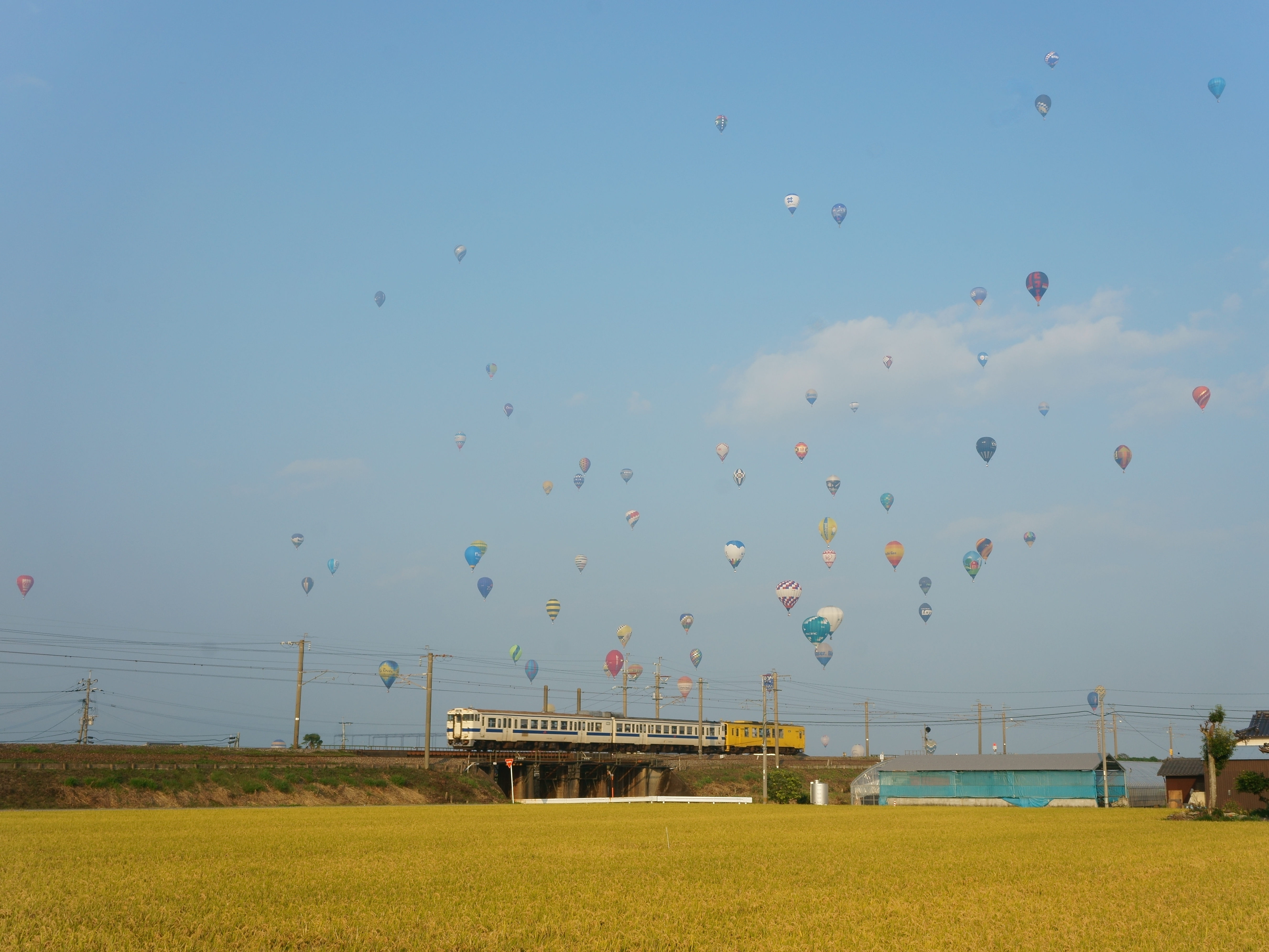
佐賀インターナショナルバルーンフェスタ開催期間中のバルーンさが駅 - 久保田駅間をゆく唐津線の列車 2016年11月5日
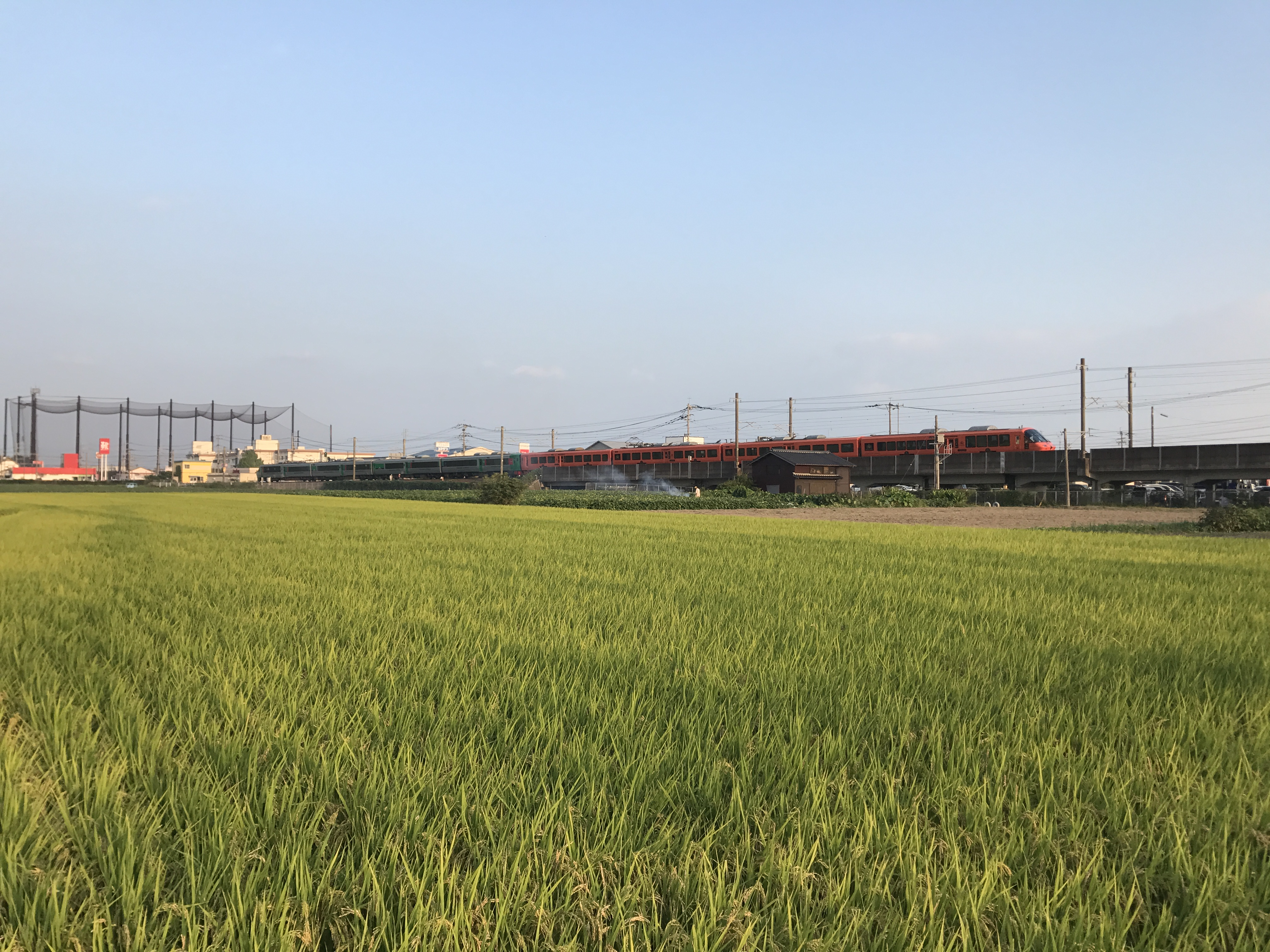
吉野ヶ里公園駅 - 神埼駅間、吉野ヶ里歴史公園東側を走行する783系「みどり」「ハウステンボス」。この地点から右側（西側）約200mは国道385号と立体交差するため高架線となっている。 2017年10月9日
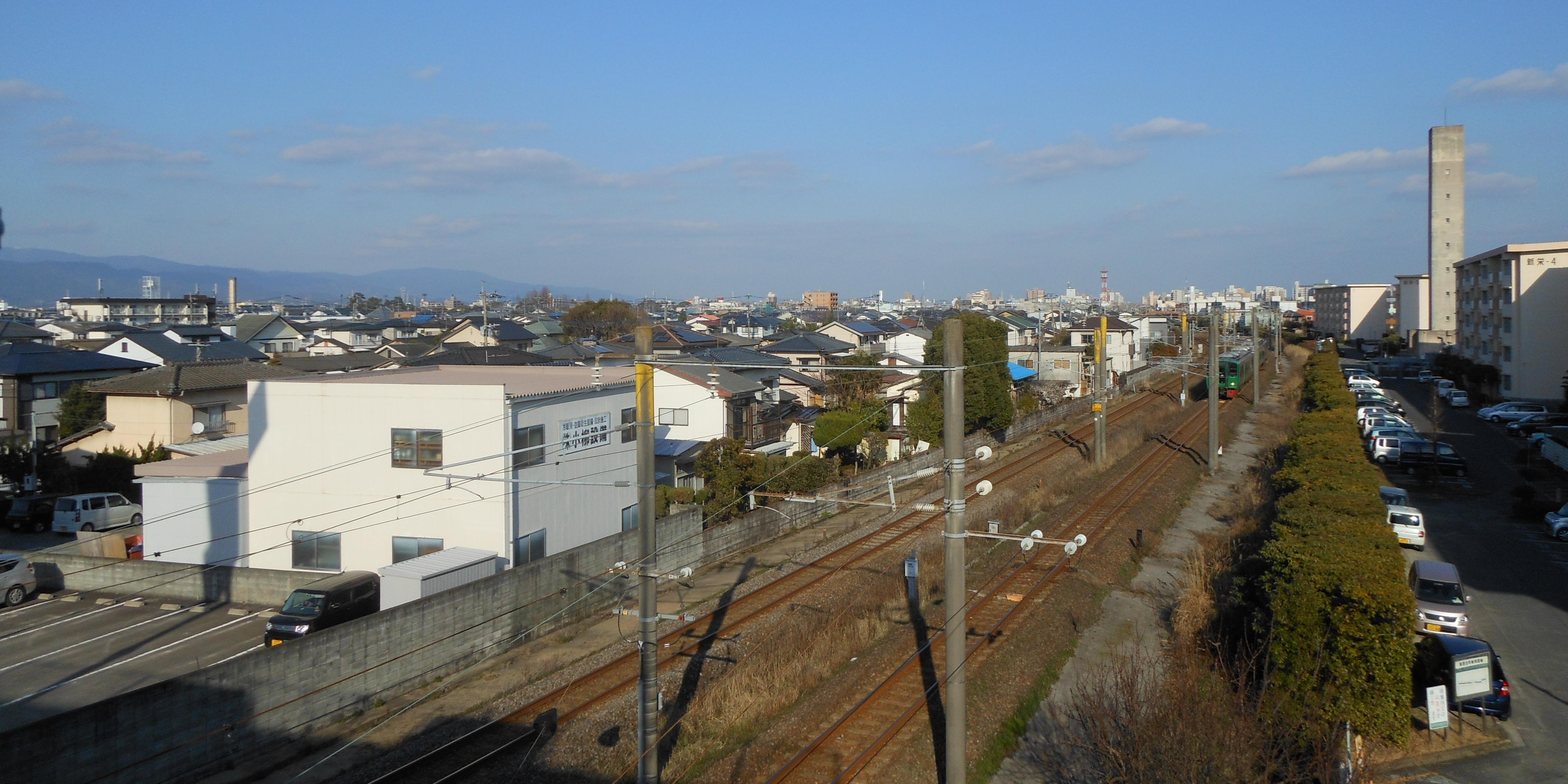
佐賀駅 - 鍋島駅間の国道208号（環状西通り）跨線橋より望む長崎本線と佐賀市街地。手前が長崎方面、奥が鳥栖方面。 2016年2月28日
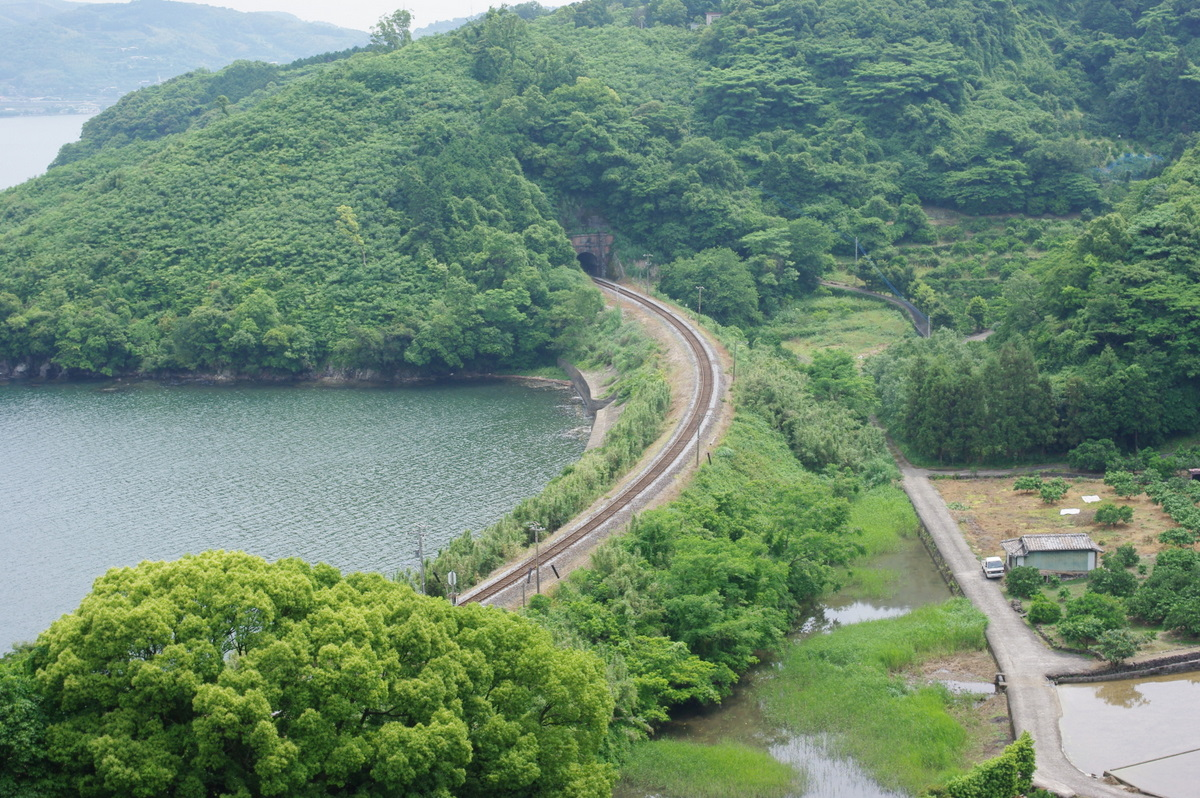
喜々津駅 - 東園駅間。旧線区間の喜々津駅 - 大草駅間は大村湾沿いを通っており景色の良い場所が多い。 2009年5月23日
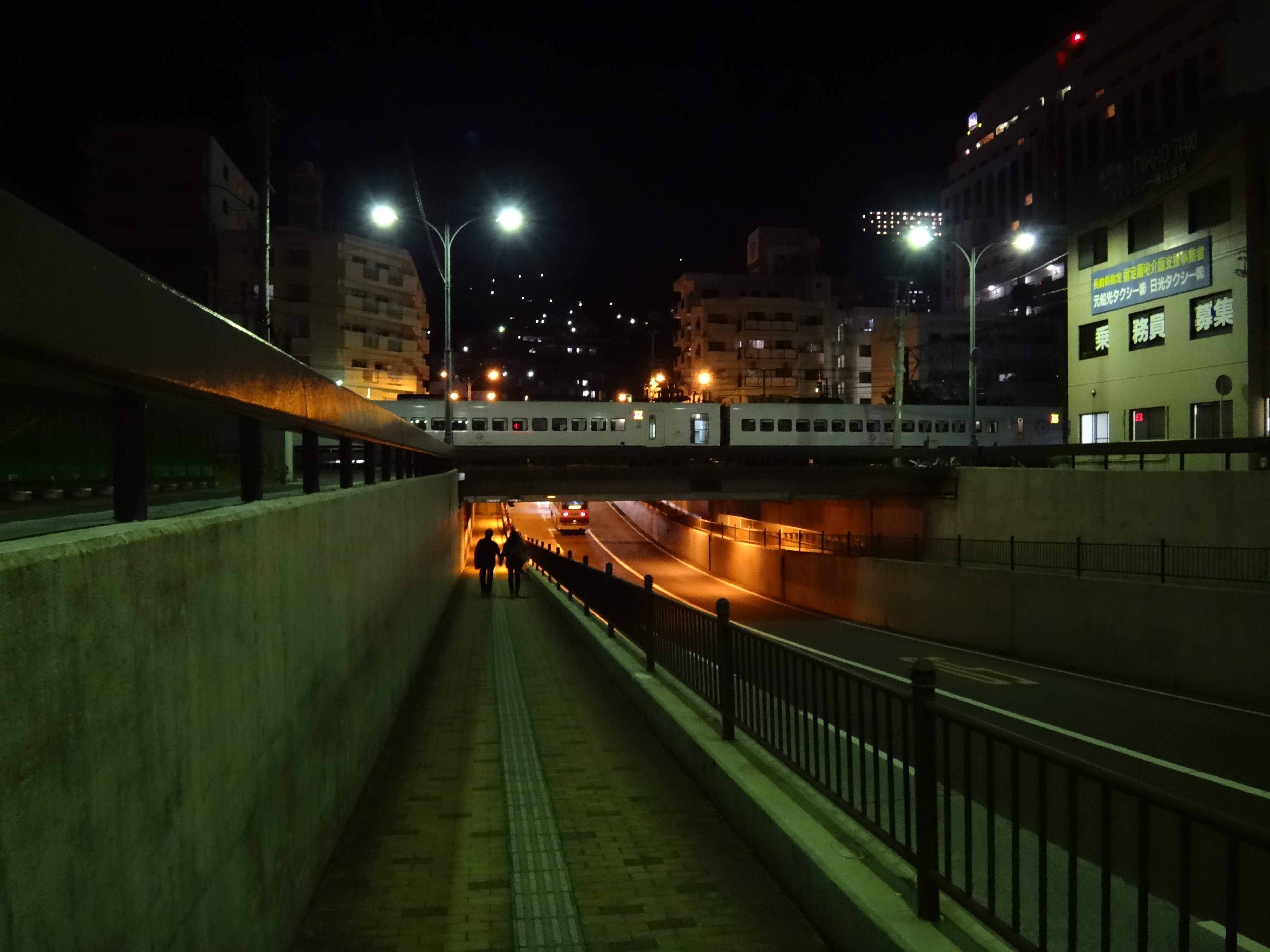
浦上駅 - 長崎駅間の国道202号（稲佐橋通り）アンダーパス 2013年5月3日